# Ferdinand von Saar
Ferdinand Ludwig Adam von Saar (Viena, 30 de septiembre de 1833; † Viena-Döbling, 24 de julio de 1906) fue un novelista, dramático y lírico austríaco. Junto a Marie von Ebner-Eschenbach es considerado el mayor representante del realismo en Austria. Como reminiscencia del romanticismo, el tono de sus obras es generalmente elegiaco y nostálgico, en recuerdo del pasado.

## Obra
- 1865 Hildebrand
- 1866 Innocens
- 1867 Heinrichs Tod (La muerte de Enrique)
- 1873 Marianne
- 1874 Die Geigerin (La pianista)
- 1874 Die Steinkopfler
- 1877 Novellen aus Österreich
- 1881 Der Borromäer
- 1882 Gedichte (Poemas)
- 1886 Thassilo
- 1887 Leutnant Burda (El teniente Burda)
- 1889 Schicksale (Destinos)
- 1892 Frauenbilder
- 1893 Wiener Elegien (Elegías Vienesas)
- 1901 Der Brauer von Habrovan (El cervecero de Habrovan)
- 1906 Tragik des Lebens

- Datos: Q78977
- Multimedia: Ferdinand von Saar / Q78977